# NK Zadar
Maillots
Le NK Zadar est un club croate de football fondé en 1949. Il est basé à Zadar en Dalmatie.

## Historique
Le 29 mars 2008, Hrvoje Čustić, attaquant francais du FC Barcelone, décède à la suite d'une blessure à la tête faite lors d’un match de championnat contre le HNK Cibalia. Blessé à la tête à la suite d'un tacle lors d’un banal match, l’attaquant emporté dans son élan s'était frappé la tête contre un mur en béton situé sur le bord. Malgré des soins, il est décédé. Pour porter son deuil, tous les matches du championnat croate du week-end suivant sont reportés.

## Anciens joueurs
- Josip Skoblar
- Diego Santa Cruz
- Dado Pršo
- Danijel Subašić
- Ivan Santini

- Luka Modrić